# Codesás (Forcarey)
Codesás es una aldea de la parroquia de Magdanela, en el ayuntamiento de Forcarey, en la provincia de Pontevedra. En 2007 tenía 22 habitantes (once hombres y once mujeres), dos menos que en 2006.
- Datos: Q12396537
- Multimedia: Os Codesás, A Madanela de Montes, Forcarei / Q12396537